# Chibidokuga nigra
Chibidokuga nigra är en fjärilsart som beskrevs av George Francis Hampson 1897. Chibidokuga nigra ingår i släktet Chibidokuga och familjen nattflyn. Inga underarter finns listade i Catalogue of Life.